# Податок з продажу
Податок з продажу (англ. Sales tax)  — непрямий податок (податок на споживання), що стягується у точці продажу товарів або послуг. На відміну від податку з обігу, стягується лише у т.з. точці продажу, в роздрібній торгівлі. Як правило, податок з продажів розраховується як певна у відсотках частка від вартості реалізованого товару (послуги). При цьому податковим законодавством частина товарів і послуг може бути звільнена від оподаткування. Податок з продажу діє в багатьох країнах світу.